# Süleymanuşağı
Süleymanuşağı ist ein Dorf (Köy) im Landkreis Pülümür der türkischen Provinz Tunceli. Im Jahr 2011 lebten in Süleymanuşağı 42 Menschen.
Die Bewohner gehören der Volksgruppe Zaza und des alevitischen Glaubens an. Es wird größtenteils Zazaisch, durch die Assimilationspolitik aber auch besonders bei der jugendlichen Generation Türkisch gesprochen.